# Place des Deux-Écus
La place des Deux-Écus est une voie du 1er arrondissement de Paris, en France qui se trouve entre le quartier du Palais-Royal à l'ouest et celui des Halles à l'est.

## Situation et accès
La place est située au carrefour de la rue du Colonel-Driant, rue Jean-Jacques-Rousseau et de la rue du Louvre. Elle s'ouvre sur l'ouest de cette dernière, en face de la Bourse de commerce. 

## Odonymie
La place doit son nom à l'adaptation de celui de la rue des Deux-Écus (dont les nos 1 et 3 sont la seule subsistance) qui tirait le sien de l’enseigne « Aux Deux-Écus » qui se trouvait dans l'autre portion de la rue.

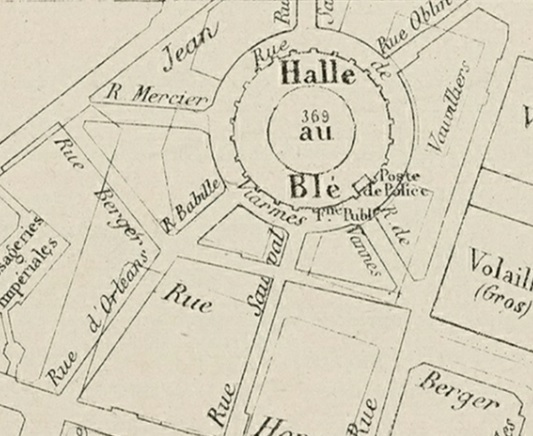
La rue des Deux-Ecus sous le faux nom de rue Berger, en 1872. Aucune place n'est alors prévue à la jonction des rues Jean-Jacques Rousseau et du Louvre et les deux immeubles subsistants de la rue des Deux-Écus étaient amenés à être démolis.

## Histoire

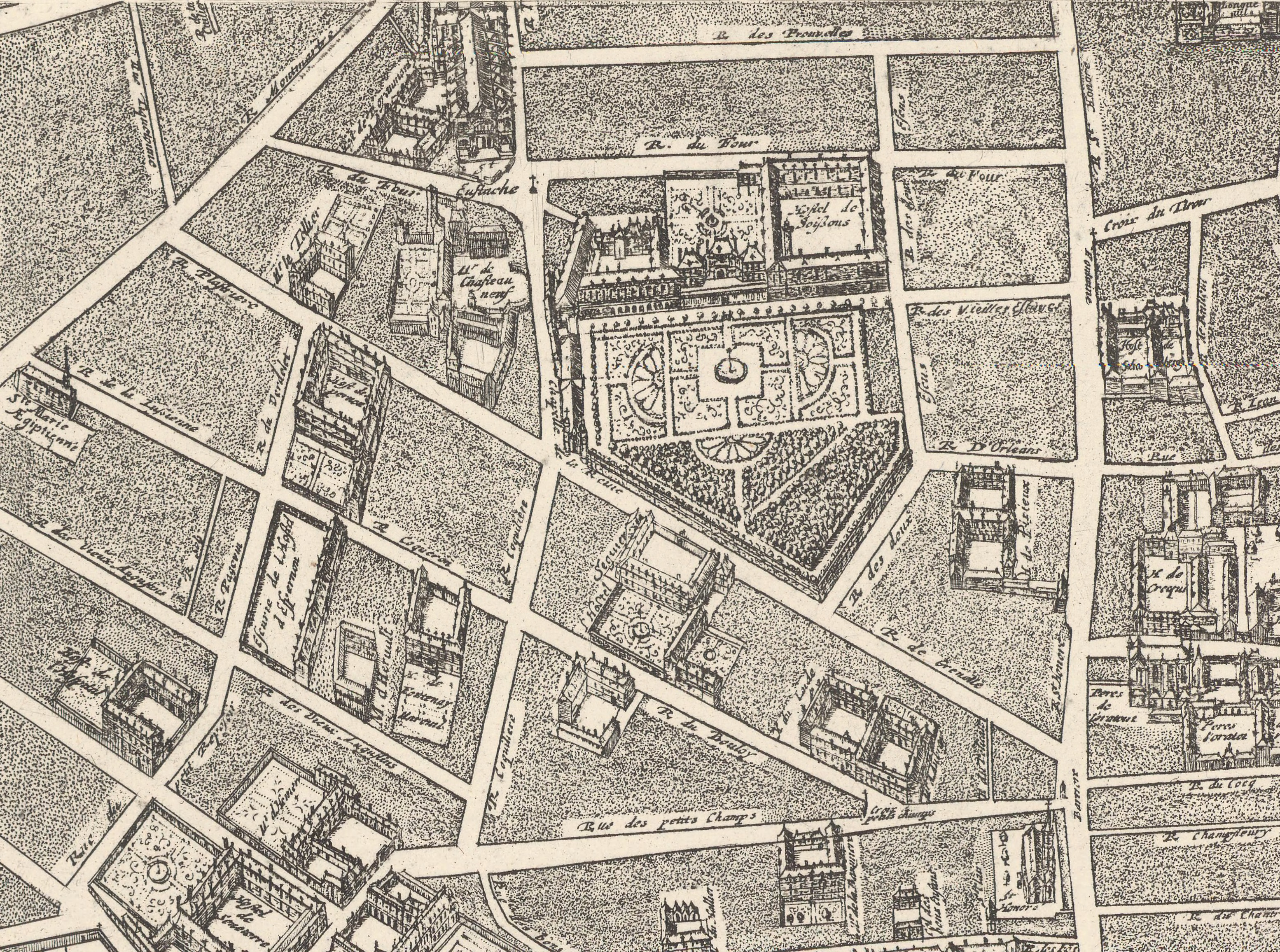
L'ancienne rue « des deux Escus » et son environnement sur un extrait du plan de Gomboust (1652). Le nord est orienté à gauche.

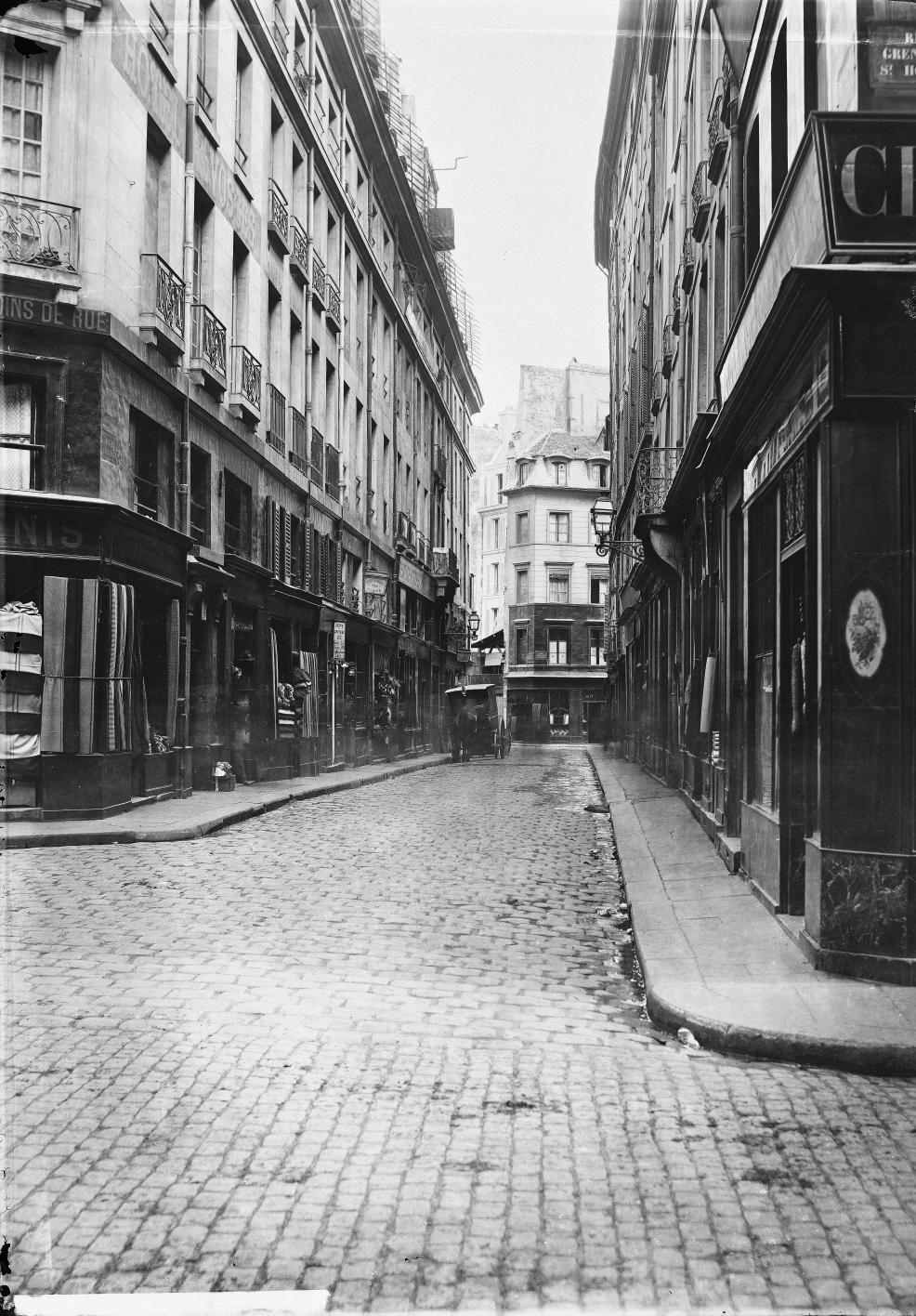
Marville - Axe de la rue des Deux-Ecus depuis la rue Jean-Jacques-Rousseau, années 1860. À droite, les numéros 3 et 1 de la place actuelle.

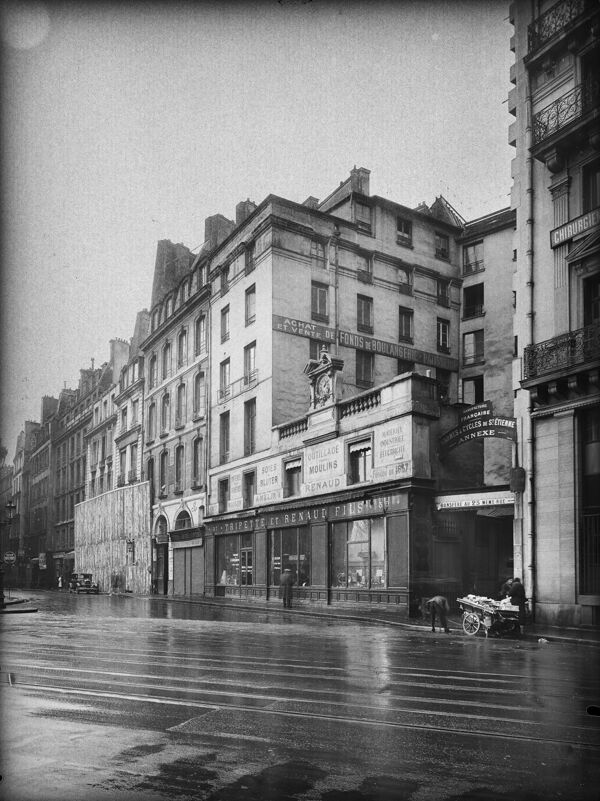
Vue des immeubles de la rue Jean-Jacques Rousseau, qui bordaient la place des Deux-Écus, détruits pour le prolongement de la rue du Colonel-Driant jusqu'à la place, ici en 1934.

Cette place est le dernier vestige de la rue des Deux-Écus, attestée dès la fin du XIIIe siècle, dont la plus grande section, orientée est-ouest, constitue la rive impaire de la rue Berger. 
La rue des Deux-Écus existait déjà sous ce nom au XIIIe siècle : elle est mentionnée dans Le Dit des rues de Paris (vers 1280-1300) sous le nom de « rue des Escus ».
La portion de la rue des Deux-Écus sur laquelle s'étend la place aujourd'hui est la plus tardive de ladite rue et n'a été ouverte qu'en 1577, entre la rue d'Orléans et la rue de Grenelle selon le vœu de Catherine de Médicis, en compensation de la fermeture par elle de la partie de la rue des Vieilles-Étuves et de la partie de la rue de Nesles comprises entre les rues des Deux-Écus et Coquillière, aux fins d'agrandissement de son hôtel.
Le percement de ce qui deviendra la rue du Louvre et la rue Adolphe Jullien est prévu dès le début des années 1850. Jusqu'en 1887, c'est-à-dire le commencement des travaux, il n'est pas question de conserver quoi que ce soit de la rue des Deux-Écus, ni donc d'aménager d'espace qui déborderait de l'alignement des rues convergeant au nouveau carrefour. Bien que le décret du 2 mars 1864 bornait explicitement la rue Berger dans son annexion de la rue des Deux-Écus à la rue du Louvre prolongée, cette dernière n'existant alors pas, le service municipal du plan de Paris, dans ses éditions de 1864 à 1872, avait fait disparaître complètement l'odonyme des Deux-Écus, amenant la rue Berger jusqu'à l'angle avec la rue Jean-Jacques-Rousseau. En fait, tant que la percée n'était pas réalisée, le nom de rue des Deux-Écus a subsisté jusqu'à la rue Vauvilliers puisque le tracé et la largeur de cette partie-là n'avaient rien de cohérent avec la moderne rue Berger.
L'ouverture effective de la rue du Louvre, à la fin des années 1880, a transformé de facto la portion subsistante en place. Mais la partie considérée, sur laquelle s'étend la place actuelle, n'a quant à elle été percée que dans la seconde moitié du XVIe siècle, lors de l'extension des terrains de l'hôtel d'Orléans par Catherine de Médicis. Cette prolongation de la rue isolait le jardin de l'hôtel du tissu bâti, et était ainsi bordée, côté nord-est, par un mur. Le tracé de la portion occidentale de la rue suit donc le mur – préexistant – de ce qui était le couvent des Filles Pénitentes que Catherine de Médicis remplaça dans l'hôtel d'Orléans. À la suite de cette éviction, les lieux portèrent le nom d'hôtel de la Reine et ils sont connus à partir du XVIIe siècle sous le nom d'hôtel de Soissons. La reine transféra la communauté au prieuré Saint-Magloire de la rue Saint-Denis.
À la fin du XIXe siècle, d'importants travaux d'urbanisme affectent sensiblement l'emprise de la rue subsistante, entre rue d'Orléans et rue Jean-Jacques-Rousseau. Le prolongement de la rue du Louvre supprime à lui seul la moitié de la longueur subsistante de la rue ; se pose dès lors la question du destin de cette moitié occidentale se trouvant hors du tracé de la percée. Le premier projet prévoyait la disparition complète de cette portion de la rue et l'inscription de son emprise dans le bâti du triangle formé par les rues Jean-Jacques-Rousseau, Saint-Honoré et du Louvre. Le second, publié en 1888, conservait le tracé de la rue des Deux-Écus à l'ouest de la rue du Louvre, ainsi que les deux immeubles côté impair et prévoyait la reconstruction d'un immeuble cadastré sur les trois rues à la pointe, à l'image de ce qui a été réalisé, dans des espaces strictement analogues, à la jonction des rues du Louvre, Coquillière et Coq-Héron, ainsi qu'à l'îlot rue du Louvre, rue Étienne-Marcel, rue d'Argout. C'est l'espace dégagé par l'abandon de cette construction qui a permis la création d'une place sur son emprise. Une rotonde d'angle était prévue dans ces deux premiers projets, de mêmes dimensions que celles qui font les angles des deux immeubles post-haussmanniens monumentaux érigés sur la rue du Louvre vis-à-vis de la place.

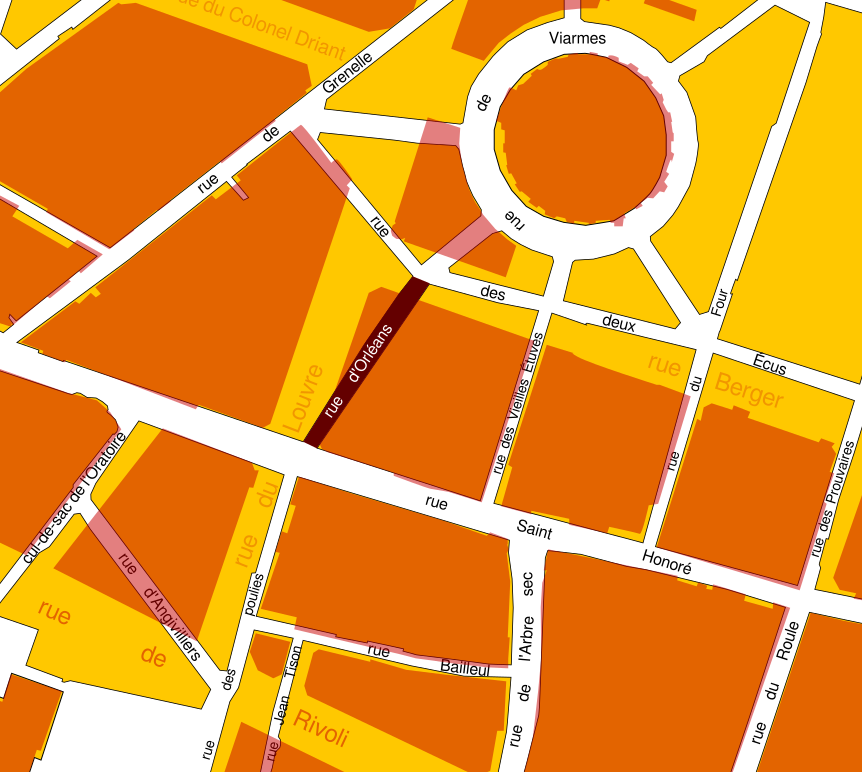
Superposition des tracés de 1793-1795 et contemporain.
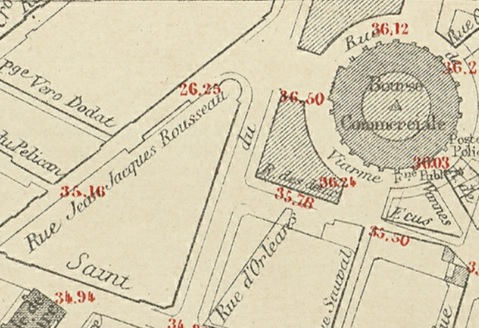
Projet de 1887.
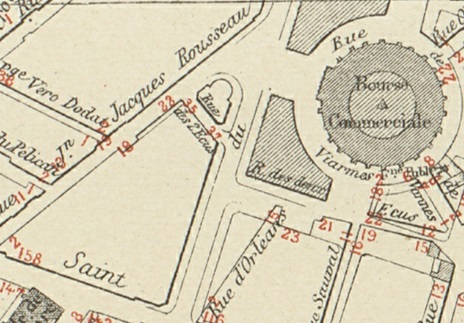
Projet de 1888.
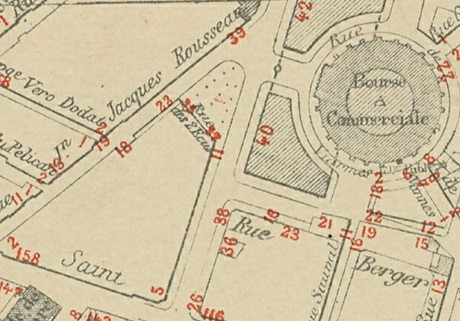
Réalisation en 1895.

L'achèvement de la percée de la rue du Colonel-Driant, au début des années 1950, a ouvert encore davantage l'espace de la place, qui était jusqu'alors un renfoncement de la rue du Louvre dont ne s'échappait que la rue Jean-Jacques-Rousseau.
En 1900, la place était ombragée par un quinconce de treize arbres et de cinq puis six bancs Davioud. Un kiosque à journaux et une colonne Morris bordaient la chaussée de la rue du Louvre. En 2010 est supprimé le dernier banc public pour l'agrandissement des terrasses des cafés donnant sur la place. Le kiosque a été déplacé et agrandi mais il n'a jamais quitté la place.

## Bâtiments remarquables et lieux de mémoire

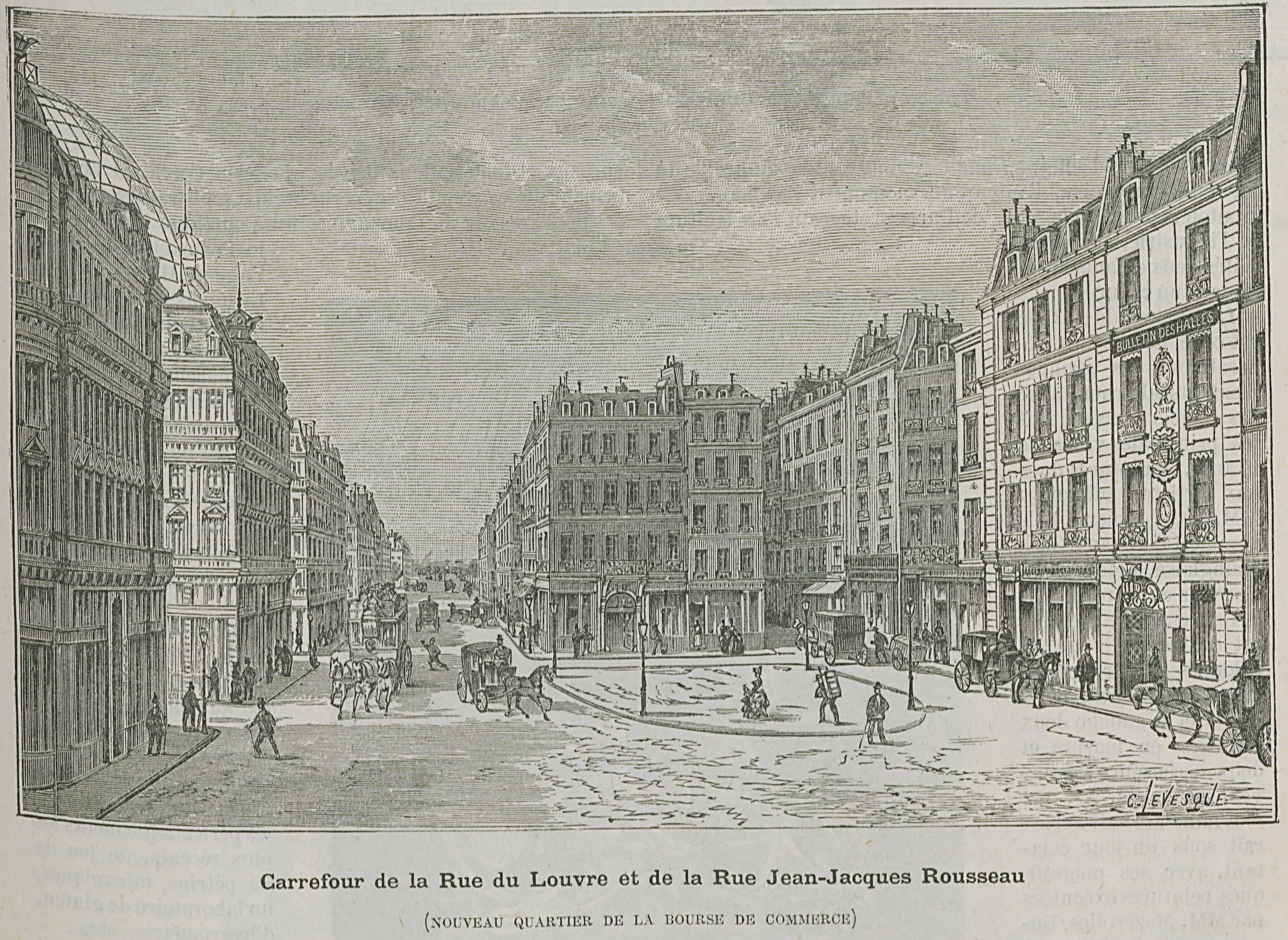
La place telle que conçue en 1890 (vue d'artiste).

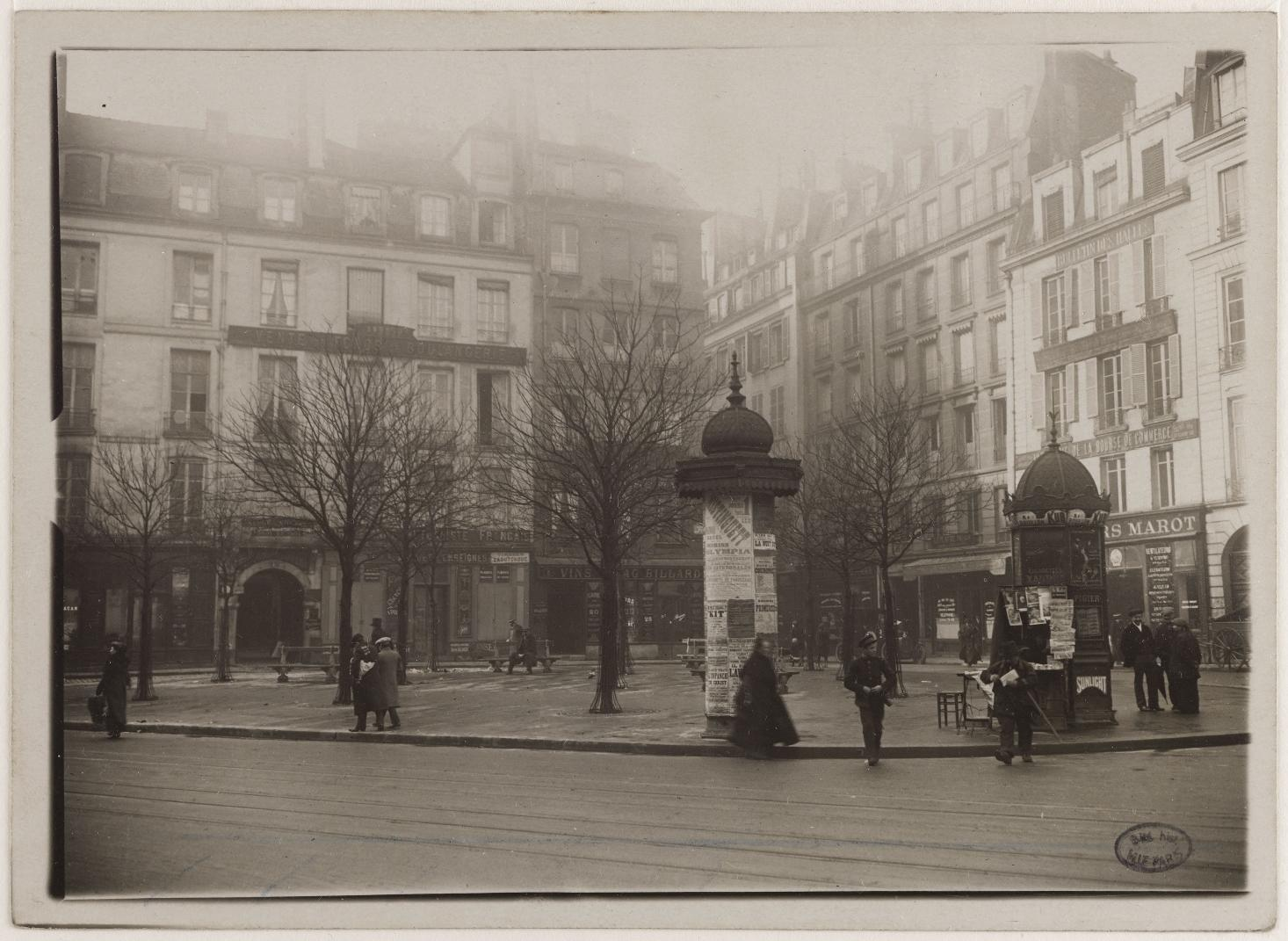
La place des Deux-Écus pendant la Première guerre mondiale.

Les nos 1 et 3 sont les seuls à avoir la place pour adresse (sur le bord sud-ouest). Ils sont la dernière subsistance de la rue des Deux-Écus. Avant que la rue ne devienne place, ces deux maisons portaient respectivement les numéros 33 et 35.
- no 1 : Avant le XVIIe siècle, cet hôtel était connu sous le nom d'hôtel du Roi Vainqueur[10]. Hillairet le nomme hôtel de Clérambault[11]. Il est reconstruit au XVIIIe siècle dans son aspect actuel et est protégé au titre des protections patrimoniales du PLU de la Ville de Paris. Différents éléments de sa façades sont signalés, notamment les garde-corps Régence, les encadrements de fenêtres, la porte cochère à guichet d'époque[12]. Les deux bâtiments (l'un sur la place, l'autre en fond de parcelle sur la rue Jean-Jacques Rousseau, encadrant une cour pavée) sont desservis par d'amples escaliers présentant d'intéressantes ferronneries également d'époque Régence[13] ; la porte cochère est encadrée par deux pas-de-mule ; la cour présente une pierre à bois typique du vieux Paris.

- no 3 : Immeuble d'angle du XVIIIe siècle dont la corniche, particulièrement saillante, et les appuis de fenêtres sont signalés au PLU.

## Pour approfondir